# Joseph Vendryes

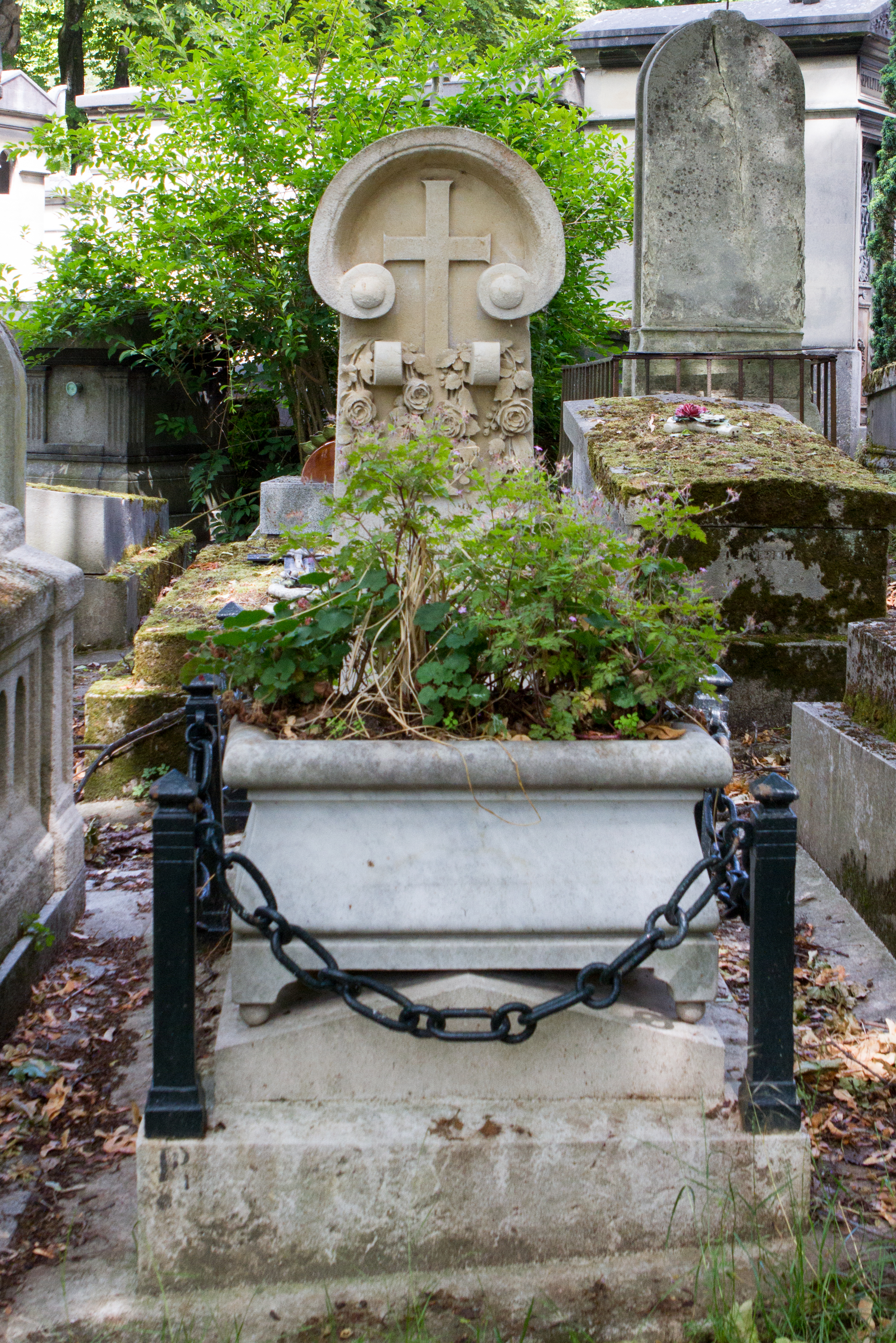
Tomba de Joseph Vendryes al cementiri de Père-Lachaise (París).

Joseph Vendryes (París,1875-1960), va ser un lingüista i celtista francès.
Alumne d'Antoine Meillet, Joseph Vendryes va ensenyar a l'École Pratique des Hautes Etudes, on ocupà la càtedra de llengües i literatures cèltiques. Ensenyà lingüística a la Facultat de Lletres de la Universitat de París a partir de 1907. A partir de 1920 fou professor de l'Escola Normal Superior(1920-1936). Degà de la Facultat de Lletres de París des del gener de 1938 novembre de 1944. Degut a la seva actitud contrària al col·laboracionisme envers els ocupants va ser arrestat i, finalment, rellevat pel govern de Vichy.
Vendryes va desenvolupar les nocions de lingüística idiosincrònica i d'idiolecte. Per a ell, es tracta de l'estudi d'un sistema de signes, diferent segons els grups socials però propi de cada un d'ells en concret. Tenint en compte l'estudi dels sistemes lingüístics dels grups de parlants, la lingüística s'orienta una mica més a les pràctiques lingüístiques, mantenint la idea que la llengua com a sistema s'imposa a tots com a patrimoni cultural i modificable.
Com a celtòleg, va publicar entre d'altres una "Gramàtica del vell irlandès" i un "Lèxic etimològic del vell irlandès" que no va poder acabar. També estava interessat en la religió celta, a la qual va dedicar algunes obres. Joseph Vendryes va ser codirector de la "Revue Celtique" amb Émile Ernault i Marie-Louise Sjoestedt quan estava dirigida per Joseph Loth. Després de la mort d'aquest últim l'1 d'abril de 1934, Vendryes va fundar la revista "Études Celtiques". Va ser membre de l'Acadèmia de les inscripcions i llengües antigues. Part de la seva biblioteca, llegada a la Biblioteca de Lingüística de la Universitat de París, es troba actualment a la Biblioteca de les Ciències Socials de Paris Descartes-CNRS.

## Publicacions
- La religion des Celtes, Coop Breizh, Spezet, 1997. ISBN 978-2-909924-91-5
- Le Langage, introduction linguistique à l'histoire, Albin Michel. ISBN 978-2-226-04744-1
- Traité de grammaire comparée des langues classiques, Honoré Champion. ISBN 978-2-85203-059-6
- Lexique étymologique de l'irlandais ancien, CNRS éditions.